# Ájronjávrásj
Ájronjávrásj eller Aironjauratj är en sjö i Jokkmokks kommun i Lappland och ingår i Luleälvens huvudavrinningsområde. Sjön har en area på 0,0772 kvadratkilometer och ligger 205 meter över havet.

## Delavrinningsområde
Ájronjávrásj ingår i det delavrinningsområde (736677-172985) som SMHI kallar för Utloppet av Költräsket. Medelhöjden är 200 meter över havet och ytan är 44,55 kvadratkilometer. Det finns inga avrinningsområden uppströms utan avrinningsområdet är högsta punkten. Bredträskbäcken (Költräskbäcken) som avvattnar avrinningsområdet har biflödesordning 3, vilket innebär att vattnet flödar genom totalt 3 vattendrag innan det når havet efter 117 kilometer. Avrinningsområdet består mestadels av skog (47 procent) och sankmarker (30 procent). Avrinningsområdet har 6,72 kvadratkilometer vattenytor vilket ger det en sjöprocent på 15,1 procent.